# Lista över fornlämningar i Södertälje kommun (Överjärna)
Lista över fornlämningar i Södertälje kommun (Överjärna) är en förteckning av ett urval av de fornlämningar som finns i Överjärna i Södertälje kommun.
| Namn                                | Lämningstyp                 | Tillkomsttid | Historisk indelning     | Plats           | Läge                 | ID-nr          | Bild                                      |
| ----------------------------------- | --------------------------- | ------------ | ----------------------- | --------------- | -------------------- | -------------- | ----------------------------------------- |
| Överjärna 3:1                       | Röse                        |              | Överjärna, Södermanland |                 | 59.075669, 17.531389 | 10012800030001 | Ladda upp en bild av detta fornminne      |
| Överjärna 3:2                       | Stensättning                |              | Överjärna, Södermanland |                 | 59.075923, 17.531905 | 10012800030002 | Ladda upp en bild av detta fornminne      |
| Överjärna 4:1                       | Stensättning                |              | Överjärna, Södermanland |                 | 59.063605, 17.498554 | 10012800040001 | Ladda upp en bild av detta fornminne      |
| Överjärna 5:1                       | Stensättning                |              | Överjärna, Södermanland |                 | 59.078082, 17.538687 | 10012800050001 | Ladda upp en bild av detta fornminne      |
| Överjärna 5:2                       | Stensättning                |              | Överjärna, Södermanland |                 | 59.078152, 17.538794 | 10012800050002 | Ladda upp en bild av detta fornminne      |
| Överjärna 5:3                       | Stensättning                |              | Överjärna, Södermanland |                 | 59.078213, 17.538989 | 10012800050003 | Ladda upp en bild av detta fornminne      |
| Överjärna 6:1                       | Stensättning                |              | Överjärna, Södermanland |                 | 59.081002, 17.540031 | 10012800060001 | Ladda upp en bild av detta fornminne      |
| Överjärna 7:1                       | Hög                         |              | Överjärna, Södermanland |                 | 59.080570, 17.541739 | 10012800070001 | Ladda upp en bild av detta fornminne      |
| Överjärna 9:1                       | Gravfält                    |              | Överjärna, Södermanland |                 | 59.081715, 17.530668 | 10012800090001 | Ladda upp en bild av detta fornminne      |
| Överjärna 10:1                      | Röse                        |              | Överjärna, Södermanland |                 | 59.065044, 17.484375 | 10012800100001 | Ladda upp en bild av detta fornminne      |
| Överjärna 10:2                      | Röse                        |              | Överjärna, Södermanland |                 | 59.065190, 17.484171 | 10012800100002 | Ladda upp en bild av detta fornminne      |
| Överjärna 16:1                      | Röse                        |              | Överjärna, Södermanland |                 | 59.082094, 17.544335 | 10012800160001 | Ladda upp en bild av detta fornminne      |
| Borgsskans (Överjärna 22:1)         | Fornborg                    |              | Överjärna, Södermanland |                 | 59.130625, 17.516846 | 10012800220001 | Ladda upp en bild av detta fornminne      |
| Överjärna 23:1                      | Fornborg                    |              | Överjärna, Södermanland |                 | 59.130628, 17.511150 | 10012800230001 | Ladda upp en bild av detta fornminne      |
| Överjärna 26:1                      | Stensättning                |              | Överjärna, Södermanland |                 | 59.107450, 17.511589 | 10012800260001 | Ladda upp en bild av detta fornminne      |
| Pärlängsberget (Överjärna 31:1)     | Fornborg                    |              | Överjärna, Södermanland |                 | 59.103280, 17.542804 | 10012800310001 | Ladda upp en bild av detta fornminne      |
| Överjärna 32:1                      | Fornborg                    |              | Överjärna, Södermanland |                 | 59.091838, 17.534027 | 10012800320001 | Ladda upp en bild av detta fornminne      |
| Överjärna 34:1                      | Röse                        |              | Överjärna, Södermanland |                 | 59.083329, 17.533421 | 10012800340001 | Ladda upp en bild av detta fornminne      |
| Överjärna 35:1                      | Fornborg                    |              | Överjärna, Södermanland |                 | 59.059696, 17.570112 | 10012800350001 | Ladda upp en bild av detta fornminne      |
| Överjärna 36:1                      | Stensättning                |              | Överjärna, Södermanland |                 | 59.058464, 17.570485 | 10012800360001 | Ladda upp en bild av detta fornminne      |
| Överjärna 38:1                      | Stensättning                |              | Överjärna, Södermanland |                 | 59.082631, 17.428084 | 10012800380001 | Ladda upp en bild av detta fornminne      |
| Överjärna 38:2                      | Röse                        |              | Överjärna, Södermanland |                 | 59.082740, 17.427967 | 10012800380002 | Ladda upp en bild av detta fornminne      |
| Överjärna 41:1                      | Stensättning                |              | Överjärna, Södermanland |                 | 59.093569, 17.540160 | 10012800410001 | Ladda upp en bild av detta fornminne      |
| Överjärna 42:1                      | Stensättning                |              | Överjärna, Södermanland |                 | 59.092695, 17.539480 | 10012800420001 | Ladda upp en bild av detta fornminne      |
| Överjärna 44:2                      | Stensättning                |              | Överjärna, Södermanland |                 | 59.088718, 17.541806 | 10012800440002 | Ladda upp en bild av detta fornminne      |
| Överjärna 46:1                      | Stensättning                |              | Överjärna, Södermanland |                 | 59.084312, 17.535748 | 10012800460001 | Ladda upp en bild av detta fornminne      |
| Överjärna 51:1                      | Röse                        |              | Överjärna, Södermanland |                 | 59.068645, 17.583372 | 10012800510001 | Ladda upp en bild av detta fornminne      |
| Överjärna 52:1                      | Gravfält                    |              | Överjärna, Södermanland |                 | 59.074628, 17.590924 | 10012800520001 | Ladda upp en bild av detta fornminne      |
| Överjärna 54:1                      | Gravfält                    |              | Överjärna, Södermanland |                 | 59.070577, 17.573830 | 10012800540001 | Ladda upp en till bild av detta fornminne |
| Överjärna 55:1                      | Gravfält                    |              | Överjärna, Södermanland |                 | 59.068846, 17.573836 | 10012800550001 | Ladda upp en bild av detta fornminne      |
| Överjärna 56:1                      | Grav markerad av sten/block |              | Överjärna, Södermanland |                 | 59.068208, 17.574186 | 10012800560001 | Ladda upp en bild av detta fornminne      |
| Kungsstenen (Överjärna 57:1)        | Grav markerad av sten/block |              | Överjärna, Södermanland |                 | 59.068764, 17.572217 | 10012800570001 | Ladda upp en bild av detta fornminne      |
| Överjärna 59:1                      | Gravfält                    |              | Överjärna, Södermanland |                 | 59.068391, 17.571357 | 10012800590001 | Ladda upp en bild av detta fornminne      |
| Överjärna 60:1                      | Röse                        |              | Överjärna, Södermanland |                 | 59.061382, 17.578936 | 10012800600001 | Ladda upp en bild av detta fornminne      |
| Överjärna 62:1                      | Gravfält                    |              | Överjärna, Södermanland |                 | 59.066013, 17.573307 | 10012800620001 | Ladda upp en bild av detta fornminne      |
| Överjärna 63:1                      | Gravfält                    |              | Överjärna, Södermanland |                 | 59.080766, 17.583223 | 10012800630001 | Ladda upp en bild av detta fornminne      |
| Gåsbiten (2) (Överjärna 64:1)       | Gravfält                    |              | Överjärna, Södermanland |                 | 59.073941, 17.570897 | 10012800640001 | Ladda upp en bild av detta fornminne      |
| Överjärna 65:1                      | Gravfält                    |              | Överjärna, Södermanland |                 | 59.081109, 17.561662 | 10012800650001 | Ladda upp en bild av detta fornminne      |
| Överjärna 66:1                      | Röse                        |              | Överjärna, Södermanland |                 | 59.073133, 17.552772 | 10012800660001 | Ladda upp en bild av detta fornminne      |
| Överjärna 69:1                      | Gravfält                    |              | Överjärna, Södermanland |                 | 59.062686, 17.561688 | 10012800690001 | Ladda upp en bild av detta fornminne      |
| Överjärna 72:1                      | Hög                         |              | Överjärna, Södermanland |                 | 59.086938, 17.580218 | 10012800720001 | Ladda upp en bild av detta fornminne      |
| Överjärna 72:2                      | Hög                         |              | Överjärna, Södermanland |                 | 59.086429, 17.580275 | 10012800720002 | Ladda upp en bild av detta fornminne      |
| Överjärna 72:3                      | Hög                         |              | Överjärna, Södermanland |                 | 59.085989, 17.580277 | 10012800720003 | Ladda upp en bild av detta fornminne      |
| Överjärna 72:4                      | Hällristning                |              | Överjärna, Södermanland |                 | 59.087058, 17.579993 | 10012800720004 | Ladda upp en bild av detta fornminne      |
| Tavesta gamla tomt (Överjärna 73:1) | Gravfält                    |              | Överjärna, Södermanland |                 | 59.086798, 17.576037 | 10012800730001 | Ladda upp en bild av detta fornminne      |
| Tavesta gamla tomt (Överjärna 73:2) | Hällristning                |              | Överjärna, Södermanland |                 | 59.086224, 17.576203 | 10012800730002 | Ladda upp en bild av detta fornminne      |
| Överjärna 73:5                      | Hällristning                |              | Överjärna, Södermanland |                 | 59.085236, 17.573396 | 10012800730005 | Ladda upp en bild av detta fornminne      |
| Överjärna 73:6                      | Hällristning                |              | Överjärna, Södermanland |                 | 59.087034, 17.576470 | 10012800730006 | Ladda upp en bild av detta fornminne      |
| Fornparken (Överjärna 74:1)         | Gravfält                    |              | Överjärna, Södermanland |                 | 59.085161, 17.556240 | 10012800740001 | Ladda upp en bild av detta fornminne      |
| Överjärna 79:1                      | Grav- och boplatsområde     |              | Överjärna, Södermanland |                 | 59.083819, 17.559685 | 10012800790001 | Ladda upp en bild av detta fornminne      |
| Överjärna 81:1                      | Stensättning                |              | Överjärna, Södermanland |                 | 59.084563, 17.558539 | 10012800810001 | Ladda upp en bild av detta fornminne      |
| Sö 351 (Överjärna 82:1)             | Runristning                 |              | Överjärna, Södermanland | Överjärna kyrka | 59.087286, 17.565936 | 10012800820001 | Ladda upp en till bild av detta fornminne |
| Överjärna 83:1                      | Stensättning                |              | Överjärna, Södermanland |                 | 59.089905, 17.574560 | 10012800830001 | Ladda upp en bild av detta fornminne      |
| Överjärna 83:2                      | Stensättning                |              | Överjärna, Södermanland |                 | 59.090049, 17.574537 | 10012800830002 | Ladda upp en bild av detta fornminne      |
| Överjärna 84:1                      | Hög                         |              | Överjärna, Södermanland |                 | 59.085657, 17.561962 | 10012800840001 | Ladda upp en bild av detta fornminne      |
| Överjärna 84:2                      | Stensättning                |              | Överjärna, Södermanland |                 | 59.085609, 17.561678 | 10012800840002 | Ladda upp en bild av detta fornminne      |
| Överjärna 84:3                      | Stensättning                |              | Överjärna, Södermanland |                 | 59.085417, 17.562693 | 10012800840003 | Ladda upp en bild av detta fornminne      |
| Överjärna 84:4                      | Stensättning                |              | Överjärna, Södermanland |                 | 59.085309, 17.563120 | 10012800840004 | Ladda upp en bild av detta fornminne      |
| Överjärna 86:1                      | Stensättning                |              | Överjärna, Södermanland |                 | 59.092557, 17.576570 | 10012800860001 | Ladda upp en bild av detta fornminne      |
| Överjärna 87:1                      | Stensättning                |              | Överjärna, Södermanland |                 | 59.094168, 17.575173 | 10012800870001 | Ladda upp en bild av detta fornminne      |
| Överjärna 88:1                      | Hög                         |              | Överjärna, Södermanland |                 | 59.092952, 17.580743 | 10012800880001 | Ladda upp en bild av detta fornminne      |
| Överjärna 88:2                      | Hög                         |              | Överjärna, Södermanland |                 | 59.092782, 17.581114 | 10012800880002 | Ladda upp en bild av detta fornminne      |
| Överjärna 88:3                      | Hög                         |              | Överjärna, Södermanland |                 | 59.092977, 17.581217 | 10012800880003 | Ladda upp en bild av detta fornminne      |
| Sö 353 (Överjärna 89:1)             | Runristning                 |              | Överjärna, Södermanland | Tällby          | 59.090100, 17.548991 | 10012800890001 | Ladda upp en bild av detta fornminne      |
| Överjärna 91:1                      | Gravfält                    |              | Överjärna, Södermanland |                 | 59.083549, 17.581513 | 10012800910001 | Ladda upp en bild av detta fornminne      |
| Överjärna 92:1                      | Gravfält                    |              | Överjärna, Södermanland |                 | 59.091451, 17.577346 | 10012800920001 | Ladda upp en bild av detta fornminne      |
| Överjärna 93:1                      | Gravfält                    |              | Överjärna, Södermanland |                 | 59.091981, 17.576660 | 10012800930001 | Ladda upp en bild av detta fornminne      |
| Överjärna 96:1                      | Gravfält                    |              | Överjärna, Södermanland |                 | 59.083953, 17.597831 | 10012800960001 | Ladda upp en bild av detta fornminne      |
| Överjärna 97:1                      | Stensättning                |              | Överjärna, Södermanland |                 | 59.092521, 17.581965 | 10012800970001 | Ladda upp en bild av detta fornminne      |
| Överjärna 97:2                      | Hällristning                |              | Överjärna, Södermanland |                 | 59.092073, 17.581820 | 10012800970002 | Ladda upp en bild av detta fornminne      |
| Överjärna 97:3                      | Hällristning                |              | Överjärna, Södermanland |                 | 59.092001, 17.581475 | 10012800970003 | Ladda upp en bild av detta fornminne      |
| Överjärna 97:4                      | Hällristning                |              | Överjärna, Södermanland |                 | 59.092001, 17.581273 | 10012800970004 | Ladda upp en bild av detta fornminne      |
| Överjärna 98:1                      | Röse                        |              | Överjärna, Södermanland |                 | 59.092760, 17.584673 | 10012800980001 | Ladda upp en bild av detta fornminne      |
| Överjärna 101:1                     | Röse                        |              | Överjärna, Södermanland |                 | 59.083058, 17.429201 | 10012801010001 | Ladda upp en bild av detta fornminne      |
| Överjärna 107:1                     | Stensättning                |              | Överjärna, Södermanland |                 | 59.061773, 17.577346 | 10012801070001 | Ladda upp en bild av detta fornminne      |
| Överjärna 108:1                     | Röse                        |              | Överjärna, Södermanland |                 | 59.062290, 17.583684 | 10012801080001 | Ladda upp en bild av detta fornminne      |
| Överjärna 109:1                     | Stensättning                |              | Överjärna, Södermanland |                 | 59.063439, 17.584585 | 10012801090001 | Ladda upp en bild av detta fornminne      |
| Överjärna 110:1                     | Stensättning                |              | Överjärna, Södermanland |                 | 59.063415, 17.586241 | 10012801100001 | Ladda upp en bild av detta fornminne      |
| Överjärna 110:2                     | Stensättning                |              | Överjärna, Södermanland |                 | 59.063086, 17.585863 | 10012801100002 | Ladda upp en bild av detta fornminne      |
| Överjärna 112:4                     | Hällristning                |              | Överjärna, Södermanland |                 | 59.062597, 17.580512 | 10012801120004 | Ladda upp en bild av detta fornminne      |
| Överjärna 112:6                     | Hällristning                |              | Överjärna, Södermanland |                 | 59.062479, 17.580990 | 10012801120006 | Ladda upp en bild av detta fornminne      |
| Överjärna 112:7                     | Hällristning                |              | Överjärna, Södermanland |                 | 59.062948, 17.579824 | 10012801120007 | Ladda upp en bild av detta fornminne      |
| Överjärna 117:1                     | Stensättning                |              | Överjärna, Södermanland |                 | 59.095290, 17.538698 | 10012801170001 | Ladda upp en bild av detta fornminne      |
| Överjärna 117:2                     | Stensättning                |              | Överjärna, Södermanland |                 | 59.095181, 17.538816 | 10012801170002 | Ladda upp en bild av detta fornminne      |
| Överjärna 117:3                     | Stensättning                |              | Överjärna, Södermanland |                 | 59.095522, 17.538848 | 10012801170003 | Ladda upp en bild av detta fornminne      |
| Överjärna 117:4                     | Stensättning                |              | Överjärna, Södermanland |                 | 59.095403, 17.539087 | 10012801170004 | Ladda upp en bild av detta fornminne      |
| Överjärna 118:1                     | Hällristning                |              | Överjärna, Södermanland |                 | 59.078267, 17.580079 | 10012801180001 | Ladda upp en bild av detta fornminne      |
| Överjärna 119:1                     | Hällristning                |              | Överjärna, Södermanland |                 | 59.071233, 17.584654 | 10012801190001 | Ladda upp en bild av detta fornminne      |
| Överjärna 120:1                     | Gravfält                    |              | Överjärna, Södermanland |                 | 59.076389, 17.588638 | 10012801200001 | Ladda upp en bild av detta fornminne      |
| Överjärna 120:2                     | Stensättning                |              | Överjärna, Södermanland |                 | 59.076122, 17.587992 | 10012801200002 | Ladda upp en bild av detta fornminne      |
| Överjärna 122:1                     | Gravfält                    |              | Överjärna, Södermanland |                 | 59.089445, 17.586115 | 10012801220001 | Ladda upp en bild av detta fornminne      |
| Överjärna 123:1                     | Stensättning                |              | Överjärna, Södermanland |                 | 59.088246, 17.586278 | 10012801230001 | Ladda upp en bild av detta fornminne      |
| Överjärna 124:2                     | Hällristning                |              | Överjärna, Södermanland |                 | 59.090799, 17.584720 | 10012801240002 | Ladda upp en bild av detta fornminne      |
| Överjärna 124:3                     | Hällristning                |              | Överjärna, Södermanland |                 | 59.090880, 17.584558 | 10012801240003 | Ladda upp en bild av detta fornminne      |
| Överjärna 124:4                     | Hällristning                |              | Överjärna, Södermanland |                 | 59.091084, 17.584194 | 10012801240004 | Ladda upp en bild av detta fornminne      |
| Överjärna 124:5                     | Hällristning                |              | Överjärna, Södermanland |                 | 59.091087, 17.584360 | 10012801240005 | Ladda upp en bild av detta fornminne      |
| Överjärna 126:1                     | Stensättning                |              | Överjärna, Södermanland |                 | 59.060046, 17.577844 | 10012801260001 | Ladda upp en bild av detta fornminne      |
| Överjärna 128:1                     | Hällristning                |              | Överjärna, Södermanland |                 | 59.085466, 17.571389 | 10012801280001 | Ladda upp en bild av detta fornminne      |
| Överjärna 131:1                     | Hällristning                |              | Överjärna, Södermanland |                 | 59.073839, 17.584538 | 10012801310001 | Ladda upp en bild av detta fornminne      |
| Överjärna 132:1                     | Hällristning                |              | Överjärna, Södermanland |                 | 59.078130, 17.574231 | 10012801320001 | Ladda upp en bild av detta fornminne      |
| Överjärna 133:1                     | Hällristning                |              | Överjärna, Södermanland |                 | 59.083855, 17.582157 | 10012801330001 | Ladda upp en bild av detta fornminne      |
| Överjärna 134:1                     | Hällristning                |              | Överjärna, Södermanland |                 | 59.087449, 17.575481 | 10012801340001 | Ladda upp en bild av detta fornminne      |
| Överjärna 135:1                     | Stensättning                |              | Överjärna, Södermanland |                 | 59.092083, 17.586432 | 10012801350001 | Ladda upp en bild av detta fornminne      |
| Överjärna 148:1                     | Hällristning                |              | Överjärna, Södermanland |                 | 59.091028, 17.577637 | 10012801480001 | Ladda upp en bild av detta fornminne      |
| Överjärna 148:2                     | Hällristning                |              | Överjärna, Södermanland |                 | 59.091107, 17.577581 | 10012801480002 | Ladda upp en bild av detta fornminne      |
| Överjärna 148:3                     | Hällristning                |              | Överjärna, Södermanland |                 | 59.091049, 17.577475 | 10012801480003 | Ladda upp en bild av detta fornminne      |
| Överjärna 148:4                     | Hällristning                |              | Överjärna, Södermanland |                 | 59.090760, 17.577267 | 10012801480004 | Ladda upp en bild av detta fornminne      |
| Överjärna 148:5                     | Hällristning                |              | Överjärna, Södermanland |                 | 59.090824, 17.577139 | 10012801480005 | Ladda upp en bild av detta fornminne      |
| Överjärna 149:1                     | Hällristning                |              | Överjärna, Södermanland |                 | 59.091707, 17.578077 | 10012801490001 | Ladda upp en bild av detta fornminne      |
| Överjärna 150:1                     | Hällristning                |              | Överjärna, Södermanland |                 | 59.092171, 17.578441 | 10012801500001 | Ladda upp en bild av detta fornminne      |
| Överjärna 150:4                     | Hällristning                |              | Överjärna, Södermanland |                 | 59.092220, 17.579007 | 10012801500004 | Ladda upp en bild av detta fornminne      |
| Överjärna 150:5                     | Hällristning                |              | Överjärna, Södermanland |                 | 59.092457, 17.578675 | 10012801500005 | Ladda upp en bild av detta fornminne      |
| Överjärna 153:2                     | Hällristning                |              | Överjärna, Södermanland |                 | 59.091158, 17.577881 | 10012801530002 | Ladda upp en bild av detta fornminne      |
| Överjärna 154:1                     | Hällristning                |              | Överjärna, Södermanland |                 | 59.090536, 17.576646 | 10012801540001 | Ladda upp en bild av detta fornminne      |
| Överjärna 154:2                     | Hällristning                |              | Överjärna, Södermanland |                 | 59.090536, 17.576659 | 10012801540002 | Ladda upp en bild av detta fornminne      |
| Överjärna 154:3                     | Hällristning                |              | Överjärna, Södermanland |                 | 59.090539, 17.576645 | 10012801540003 | Ladda upp en bild av detta fornminne      |
| Överjärna 154:4                     | Hällristning                |              | Överjärna, Södermanland |                 | 59.090526, 17.576631 | 10012801540004 | Ladda upp en bild av detta fornminne      |
| Överjärna 155:1                     | Hällristning                |              | Överjärna, Södermanland |                 | 59.093490, 17.579994 | 10012801550001 | Ladda upp en bild av detta fornminne      |
| Överjärna 158:1                     | Hällristning                |              | Överjärna, Södermanland |                 | 59.091555, 17.587478 | 10012801580001 | Ladda upp en bild av detta fornminne      |
| Överjärna 179:1                     | Stensättning                |              | Överjärna, Södermanland |                 | 59.110952, 17.528284 | 10012801790001 | Ladda upp en bild av detta fornminne      |
| Överjärna 181:1                     | Hällristning                |              | Överjärna, Södermanland |                 | 59.088362, 17.588888 | 10012801810001 | Ladda upp en bild av detta fornminne      |
| Överjärna 181:2                     | Hällristning                |              | Överjärna, Södermanland |                 | 59.088348, 17.588884 | 10012801810002 | Ladda upp en bild av detta fornminne      |
| Överjärna 182:1                     | Hällristning                |              | Överjärna, Södermanland |                 | 59.088692, 17.588795 | 10012801820001 | Ladda upp en bild av detta fornminne      |
| Överjärna 214                       | Hällristning                |              | Överjärna, Södermanland |                 | 59.088878, 17.590723 | 12000000072944 | Ladda upp en bild av detta fornminne      |
| Överjärna 215                       | Hällristning                |              | Överjärna, Södermanland |                 | 59.081715, 17.560847 | 12000000072946 | Ladda upp en bild av detta fornminne      |
| Överjärna 216                       | Hällristning                |              | Överjärna, Södermanland |                 | 59.085489, 17.572976 | 12000000072948 | Ladda upp en bild av detta fornminne      |
| Överjärna 217                       | Hällristning                |              | Överjärna, Södermanland |                 | 59.085795, 17.573435 | 12000000072950 | Ladda upp en bild av detta fornminne      |
| Överjärna 218                       | Hällristning                |              | Överjärna, Södermanland |                 | 59.087121, 17.575137 | 12000000072952 | Ladda upp en bild av detta fornminne      |
| Överjärna 219                       | Hällristning                |              | Överjärna, Södermanland |                 | 59.086708, 17.575776 | 12000000072954 | Ladda upp en bild av detta fornminne      |